# Ted (film)
Ted is een Amerikaanse komediefilm uit 2012 van Seth MacFarlane met in de hoofdrollen onder meer Mark Wahlberg en Mila Kunis. In 2015 kwam het vervolg Ted 2 in de bioscoop.

## Verhaal
In 1985 sprak het eenzame jongetje John Bennett de wens uit dat de grote teddybeer, die hij net voor Kerstmis gekregen had, tot leven zou komen. Door een vallende ster gebeurde dit ook echt en hoewel Johns ouders hierdoor nogal geschokt waren, mocht de beer, Ted genoemd, blijven. Ted was hierna enige tijd een beroemdheid.
In 2012 zijn John (als volwassene gespeeld door Mark Wahlberg) en Ted (stem en bewegingen Seth MacFarlane) nog steeds onafscheidelijk. Beiden gedragen zich nogal hedonistisch en onvolwassen, vooral Ted, die een vulgaire nietsnut is geworden, dit tot grote ergernis van Johns vrij serieuze vriendin Lori (Mila Kunis).
Onder druk van Lori en na Ted betrapt te hebben met vier prostituees, regelt John andere woonruimte en een baantje voor Ted. Ondertussen probeert Donny (Giovanni Ribisi), een gestoorde en geobsedeerde fan, Ted te kidnappen om hem als speeltje aan zijn eveneens verstoorde en verwende zoon Robert te geven.

## Rolverdeling
| Acteur            | Personage             | Opmerkingen                          |
| ----------------- | --------------------- | ------------------------------------ |
| Mark Wahlberg     | John Bennett          | John Bennett als volwassene          |
| Bretton Manley    | John Bennett          | John Bennett als kind                |
| Mila Kunis        | Lori Collins          | Johns vriendin                       |
| Seth MacFarlane   | Ted                   | stem en motion capture, tevens regie |
| Giovanni Ribisi   | Donny                 | Geobsedeerde fan van Ted             |
| Aedin Mincks      | Robert                | Donny's zoontje                      |
| Ralph Garman      | Joe Bennett           | Johns vader                          |
| Alex Borstein     | Gina Bennett          | Johns moeder                         |
| Joel McHale       | Rex                   | Lori's baas                          |
| Matt Walsh        | Thomas                | Johns baas                           |
| Patrick Warburton | Guy                   | Collega van John                     |
| Bill Smitrovich   | Frank                 | Supermarktmanager                    |
| Jessica Barth     | Tami-Lynn McCafferty  | Teds vriendin en collega             |
| Laura Vandervoort | Tanya                 | Collega van John                     |
| Norah Jones       | Zichzelf              |                                      |
| Sam J. Jones      | Zichzelf/Flash Gordon | Vermeld als Sam Jones                |
| Robert Wu         | Teds buurman 'Ming'   |                                      |
| John Viener       | Alix                  |                                      |
| Ginger Gonzaga    | Gina                  |                                      |
| Jessica Stroup    | Tracy                 |                                      |
| Melissa Ordway    | Michelle              |                                      |
| Tom Skerritt      | Zichzelf              |                                      |
| Kristina Ellery   | Heavenly              | Prostituee ingehuurd door Ted        |
| Chanty Sok        | Angelique             | Prostituee ingehuurd door Ted        |
| Sarah Fischer     | Sauvignon Blanc       | Prostituee ingehuurd door Ted        |
| Katelyn Lorren    | Cherene               | Prostituee ingehuurd door Ted        |
| Ted Danson        | Zichzelf              | Onvermeld                            |
| Ryan Reynolds     | Jared                 | Guy's vriend, onvermeld              |
| Patrick Stewart   | Verteller             |                                      |